# West-Kamtsjatkastroom
De West-Kamtsjatkastroom (WKC) is een koude zeestroom in het noordwesten van de Grote Oceaan in de Zee van Ochotsk. De zeestroom ligt voor de westkust van het Russische schiereiland Kamtsjatka en stroomt richting het noorden.
Ten oosten van het schiereiland stroomt de Kamtsjatkastroom in zuidwestelijke richting die ten zuiden van het schiereiland bij de Koerilen in drie richtingen splitst. De hoofdstroom gaat richting het zuidwesten als de Oyashio. Een ander deel buigt zich af naar het zuidoosten om op te gaan in de warmere Noordpacifische stroom. Nog een ander deel buigt zich af naar het noorden om de West-Kamtsjatkastroom te vormen.
De West-Kamtsjatkastroom is onderdeel van de Ochotskgyre die in het noorden van de zee naar het westen afbuigt en de Noord-Ochotskstroom vormt.
De zeestroom stroomt door de mariene ecoregio Oyashiostroom en de mariene ecoregio Zee van Ochotsk.